# 白花线柱兰
白花线柱兰（学名：Zeuxine parviflora）为兰科线柱兰属下的一个种。其种加词“parviflora”意为“小花的”。
现接受名为Haplochilus parviflorus Blume, 1859。